# Keya capicola
Keya capicola is een rechtvleugelig insect uit de familie veldsprinkhanen (Acrididae). De wetenschappelijke naam van deze soort werd voor het eerst geldig gepubliceerd in 1941 door Boris Petrovich Uvarov.